# Émile Hamilius
Émile Hamilius (Esch-sur-Alzette, 16 de maig de 1897 - Ciutat de Luxemburg 7 de març de 1971) va ser un futbolista, polític i dirigent esportiu luxemburguès, membre del Partit Democràtic. Va ocupar el càrrec d'alcalde de la ciutat de Luxemburg entre 1946 fins al 1963. A més a més, Hamilius va ser membre de la Cambra de Diputats de Luxemburg en tres temporades ((1937-1940, 1945-1958, 1959-1964). Va ser el segon President del Consell de Municipis i Regions d'Europa, des de 1953 fins a 1959.

## Vida esportiva
Hamilius va jugar al futbol per a l'equip nacional de Luxemburg, també als Jocs Olímpics d'Estiu de 1920 a Anvers. Aleshores va combinar els seus papers com un exfutbolista amb la política, i va tenir el càrrec com a President de la Federació Luxemburguesa de Futbol entre 1950 i 1961.
El seu fill, Jean Hamilius, és un ex polític del mateix Partit Democràtic, servint com a diputat, ministre i membre del Parlament Europeu. També va competir, com havia fet el seu pare anys enrere, als Jocs Olímpics d'Estiu de 1952.

## Honors
Existeix a la Ciutat de Luxemburg la Place Émile Hamilius, situada just al costat del bulevard Royal a Ville Haute. També es va donar el seu nom a l'ara extint Centre Émile Hamilius, que va ser la seu de gran part de l'administració municipal de la ciutat de Luxemburg fins al 2012.